# Parenthèses (album)
Pour les articles homonymes, voir Parenthèse (homonymie).
Albums de Françoise Hardy
Tant de belles choses
(2004) La Collection 62 - 66
(2009)
(Parenthèses...) est le vingt-cinquième album, édité en France et à l'étranger, de la chanteuse Françoise Hardy. L’édition originale est parue en France, le 27 novembre 2006.
Cet album fut certifié  Platine (200 000 exemplaires vendus), par le Syndicat national de l'édition phonographique (SNEP), le 26 avril 2007.

## Mise en perspective de l'album
Depuis quelque temps, les albums de reprises et de duos sortent régulièrement sur le marché du disque. Françoise Hardy a quelques réticences lorsqu’en octobre 2005, le PDG de Virgin lui suggère d'en composer un.

« Quand ma maison de disques m’a proposé de faire un tel album, je n’étais pas emballée, et puis je me suis dit que si c’était l’opportunité de faire deux ou trois duos avec des artistes avec lesquels personne m’attend, il ne fallait pas que je refuse. »

Sa première intention est d’avoir Julio Iglesias pour reprendre Partir quand même. En 1988, insatisfaite de l'orchestration de cette chanson, elle rêvait déjà qu'il l'interprète. La deuxième idée, est de concrétiser l'envie d'Alain Bashung, de chanter avec elle le standard de Charles Trenet, Que reste-t-il de nos amours ?.
S'ajoutent des chansons, peu connues ou oubliées du grand public, qu'elle aime particulièrement : My Beautiful Demon, de et avec le chanteur-compositeur anglais, Ben Christophers et Modern Style, de l'auteur compositeur et metteur en scène franco suisse Jean Bart, où l'acteur Alain Delon accepte spontanément de dire le texte. Cet opus contient également deux inédits : La Rue du Babouin avec la chanteuse belge, Maurane et Les Sédiments... avec Arthur H. Il y a toutefois un morceau où elle chante en solo : La Valse des regrets, accompagnée par la pianiste Hélène Grimaud qu’elle connaît depuis 6 ans.
Cet album fut certifié  Platine (200 000 exemplaires vendus), par le Syndicat national de l'édition phonographique (SNEP), le 26 avril 2007.

## Édition originale de l’album
France, 27 novembre 2006 : Disque compact (jewel case), (Parenthèses...), Virgin Music/EMI Music France (0 94635 04022 7).

### Crédits
- Livret : 16 pages.
  - Photographies réalisées par Jean-Marie Périer.
  - Artwork réalisé par Jean-Louis Duralek

- Musiciens :
  - Bandoneon : Khalil Chahine (10).
  - Basse : Marco De Oliviera (1-2-7), Laurent Vernerey (6), Bernard Viguié (9), Nicolas Fizman (12).
  - Batterie : Arnaud Dieterlen (1-2-4-7), Stéphane Chandelier (3), Laurent Faucheux (6), Frédéric Delestré (8), Patrick Goraguer (9), André Ceccarelli (10), Régis Ceccarelli (12).
  - Contrebasse : Diego Imbert (3-8), Renaud Garcia-Fons (5), Christophe Wallemme (10).
  - Guitare : Rodolphe Burger (1-2), Jérôme Ciosi (3), Thomas Dutronc (3-4-8), Gildas Arzel (4), Erick Benzi (4), Thomas Cœuriot (6), Khalil Chahine (8-10), Alain Lubrano (9), Daniel Jea (9), Benjamin Biolay (12).
  - Piano : Séverine Chavrier (1-7), Michel Cœuriot (6), Alain Lubrano (9), Hélène Grimaud (11).
  - synthétiseur : Rodolphe Burger (2), Erick Benzi (4-5).
  - Ukulélé : Erick Benzi (5).
  - Violon : Anne Gravoin (6), Mathias Tranchant (6).
  - Violoncelle : Mathilde Sternat (1-6-8-10).
  - Chœur : Margot Vignat (3), Alain Lubrano (9).

### Liste des chansons
| No  | Titre                                                              | Paroles           | Musique                        | Réalisation                                                                    | Durée |
| --- | ------------------------------------------------------------------ | ----------------- | ------------------------------ | ------------------------------------------------------------------------------ | ----- |
| 1.  | Que reste-t-il de nos amours ? (duo avec Alain Bashung)            | Charles Trenet    | Charles Trenet et Léo Chauliac | Rodolphe Burger                                                                | 4:18  |
| 2.  | Modern Style (duo avec Alain Delon)                                | Jean Bart         | Jean Bart                      | Rodolphe Burger                                                                | 3:34  |
| 3.  | Amour, toujours, tendresse, caresses... (duo avec Jacques Dutronc) | Jacques Lanzmann  | Jacques Dutronc                | Patrice Blanc-Francard et Thomas Dutronc                                       | 2:59  |
| 4.  | Partir quand même (duo avec Julio Iglesias)                        | Françoise Hardy   | Jacques Dutronc                | Erick Benzi                                                                    | 3:58  |
| 5.  | My Beautiful Demon (duo avec Ben Christophers.)                    | Ben Christophers  | Ben Christophers               | Erick Benzi                                                                    | 5:10  |
| 6.  | Soleil (duo avec Alain Souchon)                                    | Tash Howard       | Sandy Alpert                   | Michel Cœuriot et Dominique Blanc-Francard                                     | 3:45  |
| 7.  | Cet enfant que je t'avais fait (duo avec Rodolphe Burger.)         | Brigitte Fontaine | Jacques Higelin                | Rodolphe Burger                                                                | 3:38  |
| 8.  | Le Fou de la reine (duo avec Henri Salvador)                       | Françoise Hardy   | Henri Salvador                 | Khalil Chahine et Thomas Dutronc                                               | 4:02  |
| 9.  | Les Sédiments... (duo avec Arthur H)                               | Alain Lubrano     | Alain Lubrano                  | Alain Lubrano                                                                  | 3:39  |
| 10. | La Rue du Babouin (duo avec Maurane.)                              | Françoise Hardy   | Michel Fugain                  | Khalil Chahine                                                                 | 3:12  |
| 11. | La Valse des regrets (avec Hélène Grimaud au piano)                | Louis Poterat     | Johannes Brahms                | Transposition en mi bémol de la valse n° 15 en La bémol majeur, opus 39, 1874. | 1:57  |
| 12. | Des lendemains qui chantent (duo avec Benjamin Biolay.)            | Benjamin Biolay   | Benjamin Biolay                | Benjamin Biolay et Dominique Blanc-Francard                                    | 4:03  |

## Discographie liée à l’album
Abréviations désignant les différents types de supports d'enregistrements
LP (Long Playing) = Album sur disque 33 tours (vinyle)
CD (Compact Disc) = Album sur disque compact
CDS (Compact Disc Single) = Disque compact, 1 titre

### Premières éditions françaises

#### Album sur disque 33 tours (vinyle)
- 3 novembre 2017 : LP (vinyle 180 g), (Parenthèses…), Parlophone/Warner Music France (0 190295 770792).

#### Disques promotionnels
Exclusivement destinés aux médias (presses, radios, télévisions…), ces disques portent la mention, « Échantillon promotionnel. Interdit à la vente ».

### Réédition française

#### Album sur disque compact
- 2016 : CD (jewel case), (Parenthèses…), Parlophone/Warner Music France (0946 3 504022 7).

### Premières éditions étrangères

#### Album sur disque compact
- Belgique, 2006 : CD, (Parenthèses...), Virgin/EMI (094635040227).
- Corée du Sud, 2006 : CD, (Parenthèses...), Virgin/EMI (WKPD 0556).
- Québec, 2006 : CD, (Parenthèses...), Virgin/EMI (094635040227).
- Suisse, 2006 : CD, (Parenthèses...), Virgin/EMI (094635040227).
- Taïwan, 2006 : CD, (Parenthèses...), Virgin/EMI (094635040227).
- Algérie, 2007 : CD, (Parenthèses...), Next Edition (CD 200).

## Chanson choisie pour un film
Amours, toujours, tendresses caresses…
- 30 novembre 2012,  Royaume-Uni : Sightseers (Touristes), réalisé par Ben Wheatley.